# Финиъс и Фърб
„Финиъс и Фърб“ (на английски: Phineas and Ferb) е американски анимационен сериал на телевизията Disney Channel, номиниран за награда Еми, въртящ се около двама доведени братя и техните приключения отвъд въображението в задния им двор през лятната ваканция. Световната премиера е на 1 февруари 2008 г. Това е първият оригинален сериал на Disney Channel, който започва едновременно по целия свят.

## Герои
- Финиъс Флин (Винсънт Мартела) – Главният герой. Финиъс и Фърб винаги строят почти невъзможни неща.
- Фърб Флечър (Томас Сангстър) – Доведеният брат на Финиъс. Фърб не говори много и е повече по работата. Той е влюбен във Ванеса Дуфеншмърц, която е дъщеря на Д-р Хайнс Дуфеншмърц.
- Кендис Флин (Ашли Тисдейл) – Сестрата на Финиъс. Тя винаги се опитва да натопи момчетата пред майка си, но винаги нещо пречи, най-често заради „-инаторите“ на Дуфеншмърц. Кендис си пада по Джеръми. Кендис също може и да пее.
- Изабела Гарсиа-Шапиро (Алисън Стоунър) – Приятелка на Финиъс и Фърб. Тя харесва Финиъс. Нейната реплика е „Какво правиш?“. Също така е водачка на скаутска група и тя и приятелките ѝ помагат на Финиъс и Фърб.
- Линда Флин (Керълайн Риа) – Майката на Финиъс и Кендис. Тя е омъжена за Лорънс Флечър. Тя най-често не успява да види какво правят Финиъс и Фърб. Линда е „еднодневна“ поп звезда от 80-те и въпреки успеха си, тя крие това от семейството. През 80-те е била приятелка с Хайнс Дуфеншмърц. Любимата ѝ група е „Любовните задръжки/Любовен миг“ (Love Handle).
- Джеръми Джонсън (Мичъл Мусо) – Приятел на Кендис. Той си пада по нея, и в Summer belongs to you те се целуват. Той си има сестричка на име Сузи, която прави бели на Кендис в присъствие на брат си, но в един епизод се оказва че прави тези пакости за да контролира Джереми, иначе си е нормално дете.
- Пери Птицечовката, Таен агент Пи (Дий Брадли Бейкър) – Домашното животинче на Финиъс, което прилича на глупава птицечовка, но е таен агент, работещ за O.W.C.A. (която използва животни за тайни агенти). Врагът на агент Пи е Д-р Дуфеншмърц.
- Д-р Хайнс Дуфеншмърц (Дан Повенмайър) – Той винаги строи странни оръжия, които обикновено завършват на -инатор и се опитва да завладее района на Трите щата. Често някоя история или спомен за разказване предизвиква сътворяването на машината, която д-р Дуфеншмърц прави. Хайнс мрази брат си Роджър и непрекъснато опитва със своите „-инатори“ да свали брат си от поста и да заеме неговото място. Има си дете на име Ванеса. Тя е на 16 години и подобно на Кендис се опитва да накара майка си да повярва, че баща ѝ е зъл гений.
- Роджър Дуфеншмърц (Джон О'Хърли) – по-малък брат на Хайнс Дуфеншмърц, кмет на Денвил. Той е идеален във всичко според неговата майка и другите жители на трите щата. Именно това, е което Хайнс мрази най-много в него.
- Стейси Хирано (Кели Ху) – Най-добрата приятелка на Кендис. Тя винаги дава съвети на Кендис в лоши моменти.
- Балджийт Рай (Маулик Панчоли) – приятел на Финиъс и Фърб. Той е вманиачен в това да изкарва само шестици по всичко и за него най-големия провал в живота би бил ако изкара оценка по ниска от 6+. Той често бива тормозен от кварталния побойник Бюфорд.
- Бюфорд ван Сторм (Боби Гейлор) – квартален побойник, който е приятел на Финиъс и Фърб и им помага в повечето проекти. Първоначално измъчва Балджийт, но постепенно се превръща в негов приятел.
- Ървинг (Джак Макбрейър) – фен на Финиъс и Фърб. Той следи техните игри и проекти и си ги записва в дневник и снима с фотоапарат. Той има по-голям брат, когото се опитва да убеди, че Финиъс и Фърб правят страхотни неща.

## Реплики
- Къде е Пери?
- О, ето те, Пери?
- Фърб, знам какво ще правим днес...
- Мамо, Финиъс и Фърб влязоха в надписите.
- А, Пери-птицечовката.

## Епизоди
| Сезон | Брой епизоди |
| ----- | ------------ |
| 1     | 47           |
| 2     | 65           |
| 3     | 65           |
| 4     | 36           |

### Специални епизоди
В сериала има специални епизоди, които са с по-дълго времетраене. Най-много такива епизоди има в сезон 4.

#### Сезон 1
- Финиъс и Фърб – спипани

#### Сезон 2
- Топ 10 на най-добрите песни на Финиъс и Фърб от първи сезон
- Коледната ваканция на Финиъс и Фърб
- Лятото е за теб
- Ваканция в Хавай

#### Сезон 3
- Къде е Пери

#### Сезон 4
- Топ 10 на най-добрите песни на Финиъс и Фърб от втори и трети сезон
- Мисия Марвел
- Финиъс и Фърб Спасяват лятото
- Финиъс и Фърб Междузвездни войни
- Нощта на живите аптекари
- Финиъс и Фърб: Последен ден от лятото (Последен епизод)

## Финиъс и Фърб: Филмът „Отвъд второто измерение“

### Сюжет
Историята започва в един летен следобед в Денвил и разказва за най-голямото приключение на доведените братя Финиъс и Фърб – неочакваното им пътешествие до друго измерение. Когато момчетата разкриват, че техният обичан домашен любимец Пери птицечовката, всъщност е таен агент под прикритие, който ежедневно се бори срещу злото, те решават да го последват в приключението на живота си и заедно се озовават алтернативния град Денвил. Това зловещо, добре познато място досущ копира техния роден град, но тук злият д-р Дуфеншмърц успешно царува над мрачната вселена и е забранил всичко слънчево и лятно. След като те откриват неговия таен замисъл да завладее истинския Денвил, бандата заедно с техните двойници от друго измерение, водени от Кандис 2, се обединяват, за да го спрат и да върнат реда, щастието и лятото обратно в Денвил.
| Име                                             | Режисьори                    | Премиера      | Времетраене |
| Финиъс и Фърб: Филмът „Отвъд второто измерение“ | Дан Повърнмайер, Робърт Хъгс | 5 август 2011 | 78 минути   |
| ----------------------------------------------- | ---------------------------- | ------------- | ----------- |

## DVD издания
DVD изданията на Финиъс и Фърб са 4. Три от дисковете са с епизоди, а четвъртият е с филма.
| Име                                                        | Описание                                                     | Времетраене | Разпространител |
| ---------------------------------------------------------- | ------------------------------------------------------------ | ----------- | --------------- |
| Коледната ваканция на Финиъс и Фърб                        | В диска се съдържа 1 специален епизод и 5 обикновени.        | 77 минути   | A+Films         |
| Финиъс и Фърб: Филмът                                      | Дискът съдържа филма и един обикновен епизод.                | 73 минути   | A+Films         |
| Случаите на Агент П                                        | В диска са подбрани епизоди, в които агент П е главен герой. | 113 минути  | A+Films         |
| Финиъс и Фърб: Лятото е за теб и Най-хубавият мързелив ден | Дискът съдържа 1 специален епизод и един обикновен.          | 55 миннути  | A+Films         |

## В България
В България сериалът започва излъчване на 11 август 2008 г. по Jetix. На 17 януари 2009 г. започва излъчване с дублаж от студио Медиа Линк. Ролите се озвучават от Цанко Тасев, Златина Тасева, Ася Рачева и Мими Йорданова.
От средата на ноември 2009 г. се излъчва и нов дублаж, този път синхронен, записан от студио Доли през предходния месец. Поради забавяне първоначално само първите няколко епизода имат нов дублаж, но се очаква в следващите месеци старият дублаж да бъде изцяло заменен. Имената на артистите не се изчитат.
На 20 юли 2015 г. започва излъчване на всичките епизоди. Последният епизод „Финиъс и Фърб: Последен ден от лятото“ е излъчен на 24 август. На 28 ноември е излъчен специален епизод за „О.Б.Г.А (Организация без готин акроним)“. В специалния епизод се разказва за агентите животни в организацията. През лятото на 2016 г. се излъчва по един епизод, всеки ден от 6:00 ч.
На 19 декември 2008 г. започва излъчване по Нова телевизия всеки делничен ден от 06:00 ч. Вместо от началото, първият излъчен епизод е деветнайсети, като и останалите епизоди са излъчени разбъркано. Ролите се озвучават от Нина Гавазова, Даниела Горанова, Татяна Захова и Борис Чернев.

## Нахсинхронен дублаж
| Персонаж        | Изпълнител |
| --------------- | --- |
| Финиъс          | Георги Николов (диалог) Ненчо Балабанов (вокал) |
| Фърб            | Живко Джуранов |
| Кендис          | Златина Тасева |
| Д-р Дуфеншмърц  | Явор Караиванов |
| Майор Монограм  | Иван Петков |
| Изабела         | Христина Ибришимова |
| Майка           | Даниела Горанова |
| Баща            | Христо Бонин |
| Джеръми Джонсън | Илиян Пенев |
| Стейси          | Татяна Етимова |
| Бюфърд          | Петър Калчев |
| Други гласове   | Ася Рачева Мина Костова Адриана Андреева Живка Донева Цанко Тасев Петър Бонев Анатолий Божинов Христо Димитров Георги Стоянов Цветан Ватев Петър Върбанов Ненчо Балабанов Момчил Степанов Любомир Фърков Станимир Гъмов Тодор Георгиев Стоян Цветков |

| Обработка           | Доли Медия Студио                 |
| ------------------- | --------------------------------- |
| Режисьор на дублажа | Живка Донева                      |
| Превод и адаптация  | Анита Златкова Тония Микова       |
| Текст на песните    | Владимир Михайлов Ненчо Балабанов |